# Odise Roshi
Odise Roshi (Fier, 22 maggio 1991) è un calciatore albanese, centrocampista o ala del Keçiörengücü.

## Caratteristiche tecniche
È soprannominato Raketa (in albanese "missile") grazie alla sua velocità. Nei suoi esami fisici ai tempi del Colonia, Roshi corse 30 metri in 3,7 secondi e 100 metri in 10,9 secondi, ottenendo il punteggio più alto nella sua squadra.

## Carriera

### Club

#### Apolonia Fier
Cresciuto nell'Apolonia Fier, fa il suo debutto nel 2006 nella Kategoria Superiore albanese e in quella stagione mette insieme 4 presenze in campionato senza segnare nessun gol. In 3 stagioni con l'Apolonia Fier gioca 21 partite in totale senza gol.

#### Flamurtari Valona
Nel luglio 2009 passa al Flamurtari Valona, dove si mette in mostra, giocando tanto e cominciando anche a segnare. Infatti nelle due stagioni al Flamurtari Valona colleziona 50 presenze e ben 8 gol, e squadra con la quale ha avuto anche la possibilità di esibirsi in Europa League, giocando le 2 partite dei preliminari dove ha segnato anche un gol.

#### Colonia
Nel maggio del 2011 viene acquistato dal Colonia, squadra con la quale ha avuto modo di esibirsi nella stagione 2011-2012 in Bundesliga, collezionando 20 presenze ed un gol messo a segno.

#### FSV Francoforte
Nell'estate del 2012 viene mandato in prestito dal Colonia alla squadra militante nella 2. Fußball-Bundesliga tedesca, la Serie B tedesca, il FSV Francoforte per la stagione 2012-2013, dove gioca anche il suo connazionale Edmond Kapllani. Terminata la stagione il FSV Francoforte decide di esercitare il riscatto del suo cartellino.

#### Achmat Groznyj
Il 22 luglio 2016 passa alla squadra russa del Achmat Groznyj per 500.000 euro, con cui firma un contratto triennale con scadenza il 30 giugno 2019. Il 25 maggio 2019 prolunga il suo contratto con il club russo fino al giugno 2022.

### Nazionale

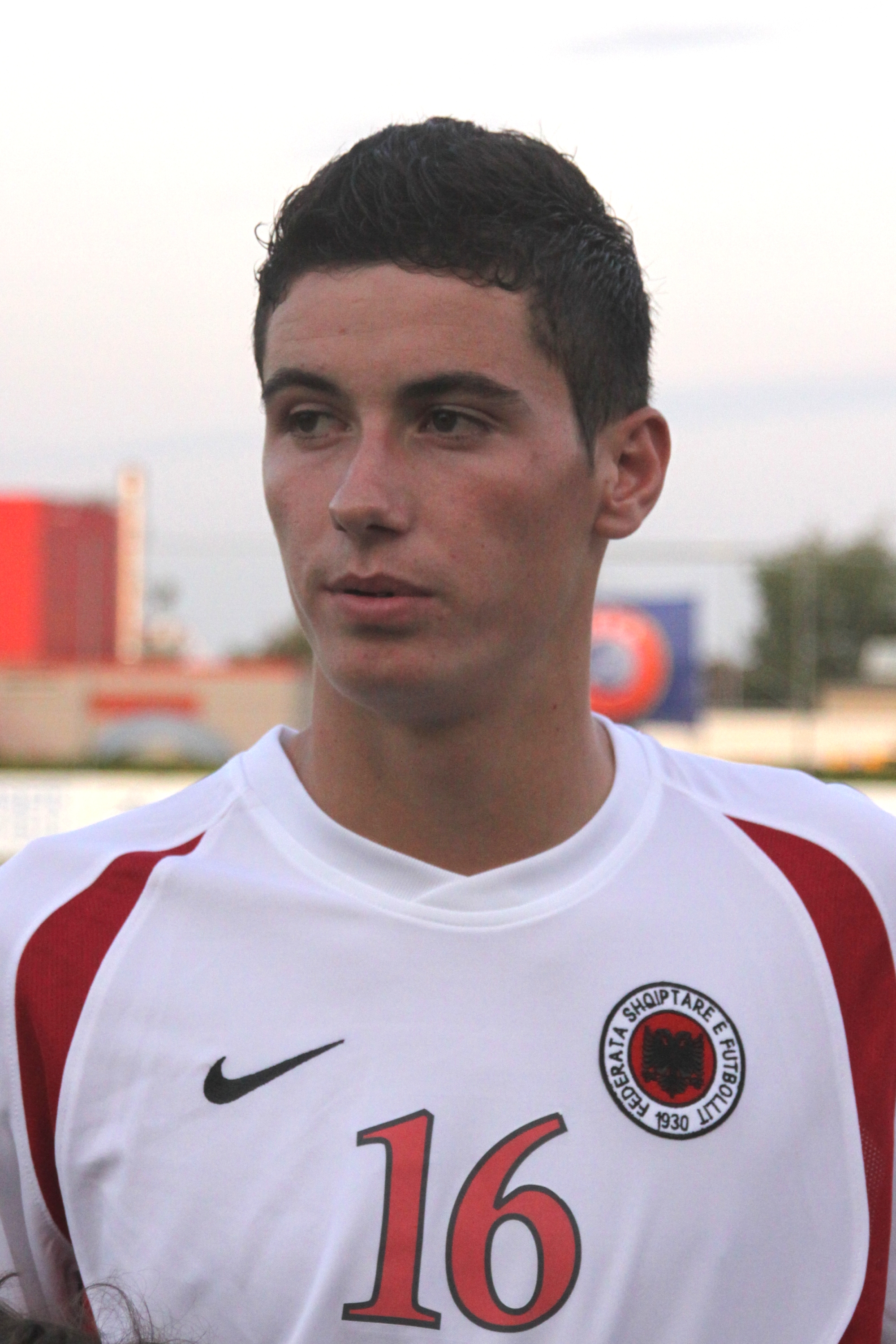
Odise Roshi con la maglia della nazionale Under-21 albanese nel 2009.

Ha giocato nelle nazionali giovanili albanesi Under-17 ed Under-21.
Fa il suo debutto con la nazionale maggiore il 7 ottobre 2011 nella partita valida per le qualificazioni ad Euro 2012 contro la Francia a Parigi, match poi perso 3-0 dall'Albania.
Il 16 ottobre 2012 segna il suo primo gol in nazionale nella partita contro la Slovenia valida per le qualificazioni ai Mondiali 2014, partita poi vinta dall'Albania per 1-0.
Viene convocato per gli Europei 2016 in Francia.

## Statistiche

### Presenze e reti nei club
Statistiche aggiornate al 14 maggio 2022.
| Stagione                 | Squadra                  | Campionato               | Campionato | Campionato | Coppe nazionali | Coppe nazionali | Coppe nazionali | Coppe continentali | Coppe continentali | Coppe continentali | Altre coppe | Altre coppe | Altre coppe | Totale | Totale |
| Stagione                 | Squadra                  | Comp                     | Pres       | Reti       | Comp            | Pres            | Reti            | Comp               | Pres               | Reti               | Comp        | Pres        | Reti        | Pres   | Reti   |
| ------------------------ | ------------------------ | ------------------------ | ---------- | ---------- | --------------- | --------------- | --------------- | ------------------ | ------------------ | ------------------ | ----------- | ----------- | ----------- | ------ | ------ |
| 2006-2007                | Apolonia Fier            | KS                       | 5          | 0          | CA              | 0               | 0               | -                  | -                  | -                  | -           | -           | -           | 5      | 0      |
| 2007-2008                | Apolonia Fier            | KP                       | 0          | 0          | CA              | 0               | 0               | -                  | -                  | -                  | -           | -           | -           | 0      | 0      |
| 2008-2009                | Apolonia Fier            | KS                       | 23         | 0          | CA              | 4               | 0               | -                  | -                  | -                  | -           | -           | -           | 27     | 0      |
| Totale Apolonia Fier     | Totale Apolonia Fier     | Totale Apolonia Fier     | 28         | 0          |                 | 4               | 0               |                    | -                  | -                  |             | -           | -           | 32     | 0      |
| 2009-2010                | Flamurtari Valona        | KS                       | 29         | 3          | CA              | 0               | 0               | UEL                | 2                  | 1                  | SA          | 1           | 0           | 32     | 4      |
| 2010-2011                | Flamurtari Valona        | KS                       | 22         | 5          | CA              | 2               | 0               | -                  | -                  | -                  | -           | -           | -           | 24     | 5      |
| Totale Flamurtari Valona | Totale Flamurtari Valona | Totale Flamurtari Valona | 51         | 8          |                 | 2               | 0               |                    | 2                  | 1                  |             | 1           | 0           | 56     | 9      |
| 2011-2012                | Colonia                  | BL                       | 20         | 1          | CG              | 0               | 0               | -                  | -                  | -                  | -           | -           | -           | 20     | 1      |
| 2012-2013                | FSV Francoforte          | ZL                       | 30         | 2          | CG              | 2               | 0               | -                  | -                  | -                  | -           | -           | -           | 32     | 2      |
| 2013-2014                | FSV Francoforte          | ZL                       | 23         | 1          | CG              | 2               | 0               | -                  | -                  | -                  | -           | -           | -           | 25     | 1      |
| 2014-2015                | FSV Francoforte          | ZL                       | 21         | 3          | CG              | 1               | 0               | -                  | -                  | -                  | -           | -           | -           | 22     | 3      |
| Totale FSV Francoforte   | Totale FSV Francoforte   | Totale FSV Francoforte   | 74         | 6          |                 | 5               | 0               |                    | -                  | -                  |             | -           | -           | 79     | 6      |
| 2015-2016                | Rijeka                   | 1. HNL                   | 20         | 1          | CC              | 4               | 1               | UEL                | 1                  | 0                  | -           | -           | -           | 25     | 2      |
| lug. 2016                | Rijeka                   | 1. HNL                   | 1          | 0          | CC              | 0               | 0               | UEL                | 0                  | 0                  | -           | -           | -           | 1      | 0      |
| Totale Rijeka            | Totale Rijeka            | Totale Rijeka            | 21         | 1          |                 | 4               | 1               |                    | 1                  | 0                  |             | -           | -           | 26     | 2      |
| 2016-2017                | Achmat Groznyj           | PL                       | 19         | 1          | CR              | 1               | 0               | -                  | -                  | -                  | -           | -           | -           | 20     | 1      |
| 2017-2018                | Achmat Groznyj           | PL                       | 20         | 1          | CR              | 1               | 0               | -                  | -                  | -                  | -           | -           | -           | 21     | 1      |
| 2018-2019                | Achmat Groznyj           | PL                       | 13         | 0          | CR              | 0               | 0               | -                  | -                  | -                  | -           | -           | -           | 13     | 0      |
| 2019-2020                | Achmat Groznyj           | PL                       | 26         | 7          | CR              | 2               | 1               | -                  | -                  | -                  | -           | -           | -           | 28     | 8      |
| 2020-feb. 2021           | Achmat Groznyj           | PL                       | 6          | 2          | CR              | 0               | 0               | -                  | -                  | -                  | -           | -           | -           | 6      | 2      |
| Totale Achmat Groznyj    | Totale Achmat Groznyj    | Totale Achmat Groznyj    | 84         | 11         |                 | 4               | 1               |                    | -                  | -                  |             | -           | -           | 88     | 12     |
| feb.-giu. 2021           | Diósgyőr                 | NB1                      | 11         | 0          | CU              | 1               | 0               | -                  | -                  | -                  | -           | -           | -           | 12     | 0      |
| 2021-2022                | Boluspor                 | 1L                       | 28         | 1          | CT              | 0               | 0               | -                  | -                  | -                  | -           | -           | -           | 28     | 1      |
| 2022-2023                | Sakaryaspor              | 1L                       | 23+1       | 1+0        | CT              | 0               | 0               | -                  | -                  | -                  | -           | -           | -           | 24     | 1      |
| 2023-2024                | Sakaryaspor              | 1L                       | 30         | 5          | CT              | 0               | 0               | -                  | -                  | -                  | -           | -           | -           | 30     | 5      |
| Totale Sakaryaspor       | Totale Sakaryaspor       | Totale Sakaryaspor       | 53+1       | 6+0        |                 | 0               | 0               |                    | -                  | -                  |             | -           | -           | 54     | 6      |
| 2024-2025                | Erzurumspor FK           | 1L                       | 35+1       | 7+0        | CT              | 0               | 0               | -                  | -                  | -                  | -           | -           | -           | 36     | 7      |
| 2025-2026                | Keçiörengücü             | 1L                       | 0          | 0          | CT              | 0               | 0               | -                  | -                  | -                  | -           | -           | -           | 0      | 0      |
| Totale carriera          | Totale carriera          | Totale carriera          | 405        | 41         |                 | 20              | 2               |                    | 3                  | 1                  |             | 1           | 0           | 429    | 44     |

### Cronologia presenze e reti in nazionale
| Cronologia completa delle presenze e delle reti in nazionale ― Albania | Cronologia completa delle presenze e delle reti in nazionale ― Albania | Cronologia completa delle presenze e delle reti in nazionale ― Albania | Cronologia completa delle presenze e delle reti in nazionale ― Albania | Cronologia completa delle presenze e delle reti in nazionale ― Albania | Cronologia completa delle presenze e delle reti in nazionale ― Albania | Cronologia completa delle presenze e delle reti in nazionale ― Albania | Cronologia completa delle presenze e delle reti in nazionale ― Albania |
| Data                                                                   | Città                                                                  | In casa                                                                | Risultato                                                              | Ospiti                                                                 | Competizione                                                           | Reti                                                                   | Note                                                                   |
| ---------------------------------------------------------------------- | ---------------------------------------------------------------------- | ---------------------------------------------------------------------- | ---------------------------------------------------------------------- | ---------------------------------------------------------------------- | ---------------------------------------------------------------------- | ---------------------------------------------------------------------- | ---------------------------------------------------------------------- |
| 7-10-2011                                                              | Parigi                                                                 | Francia                                                                | 3 – 0                                                                  | Albania                                                                | Qual. Euro 2012                                                        | -                                                                      |                                                                        |
| 11-10-2011                                                             | Tirana                                                                 | Albania                                                                | 1 – 1                                                                  | Romania                                                                | Qual. Euro 2012                                                        | -                                                                      | 77’                                                                    |
| 11-11-2011                                                             | Scutari                                                                | Albania                                                                | 0 – 1                                                                  | Azerbaigian                                                            | Amichevole                                                             | -                                                                      | 87’                                                                    |
| 15-11-2011                                                             | Skopje                                                                 | Macedonia                                                              | 0 – 0                                                                  | Albania                                                                | Amichevole                                                             | -                                                                      | 45’                                                                    |
| 29-2-2012                                                              | Tbilisi                                                                | Georgia                                                                | 2 – 1                                                                  | Albania                                                                | Amichevole                                                             | -                                                                      |                                                                        |
| 15-8-2012                                                              | Tirana                                                                 | Albania                                                                | 0 – 0                                                                  | Moldavia                                                               | Amichevole                                                             | -                                                                      | 46’                                                                    |
| 11-9-2012                                                              | Zurigo                                                                 | Svizzera                                                               | 2 – 0                                                                  | Albania                                                                | Qual. Mondiali 2014                                                    | -                                                                      | 73’                                                                    |
| 12-10-2012                                                             | Tirana                                                                 | Albania                                                                | 1 – 2                                                                  | Islanda                                                                | Qual. Mondiali 2014                                                    | -                                                                      | 46’                                                                    |
| 16-10-2012                                                             | Tirana                                                                 | Albania                                                                | 1 – 0                                                                  | Slovenia                                                               | Qual. Mondiali 2014                                                    | 1                                                                      | 37’                                                                    |
| 14-11-2012                                                             | Ginevra                                                                | Albania                                                                | 0 – 0                                                                  | Camerun                                                                | Amichevole                                                             | -                                                                      | 78’                                                                    |
| 6-2-2013                                                               | Tirana                                                                 | Albania                                                                | 1 – 2                                                                  | Georgia                                                                | Amichevole                                                             | -                                                                      | 76’                                                                    |
| 22-3-2013                                                              | Oslo                                                                   | Norvegia                                                               | 0 – 1                                                                  | Albania                                                                | Qual. Mondiali 2014                                                    | -                                                                      | 43’                                                                    |
| 14-8-2013                                                              | Tirana                                                                 | Albania                                                                | 2 – 0                                                                  | Armenia                                                                | Amichevole                                                             | -                                                                      | 56’                                                                    |
| 6-9-2013                                                               | Lubiana                                                                | Slovenia                                                               | 1 – 0                                                                  | Albania                                                                | Qual. Mondiali 2014                                                    | -                                                                      |                                                                        |
| 10-9-2013                                                              | Reykjavík                                                              | Islanda                                                                | 2 – 1                                                                  | Albania                                                                | Qual. Mondiali 2014                                                    | -                                                                      |                                                                        |
| 11-10-2013                                                             | Tirana                                                                 | Albania                                                                | 1 – 2                                                                  | Svizzera                                                               | Qual. Mondiali 2014                                                    | -                                                                      | 55’                                                                    |
| 15-10-2013                                                             | Strovolos                                                              | Cipro                                                                  | 0 – 0                                                                  | Albania                                                                | Qual. Mondiali 2014                                                    | -                                                                      |                                                                        |
| 15-11-2013                                                             | Adalia                                                                 | Albania                                                                | 0 – 0                                                                  | Bielorussia                                                            | Amichevole                                                             | -                                                                      | 65’                                                                    |
| 5-3-2014                                                               | Durazzo                                                                | Albania                                                                | 2 – 0                                                                  | Malta                                                                  | Amichevole                                                             | -                                                                      | 71’                                                                    |
| 7-9-2014                                                               | Aveiro                                                                 | Portogallo                                                             | 0 – 1                                                                  | Albania                                                                | Qual. Euro 2016                                                        | -                                                                      | 4’                                                                     |
| 18-11-2014                                                             | Genova                                                                 | Italia                                                                 | 1 – 0                                                                  | Albania                                                                | Amichevole                                                             | -                                                                      | 67’                                                                    |
| 29-3-2015                                                              | Elbasan                                                                | Albania                                                                | 2 – 1                                                                  | Armenia                                                                | Qual. Euro 2016                                                        | -                                                                      | 69’                                                                    |
| 13-6-2015                                                              | Elbasan                                                                | Albania                                                                | 1 – 0                                                                  | Francia                                                                | Amichevole                                                             | -                                                                      | 64’                                                                    |
| 4-9-2015                                                               | Copenaghen                                                             | Danimarca                                                              | 0 – 0                                                                  | Albania                                                                | Qual. Euro 2016                                                        | -                                                                      | 83’                                                                    |
| 7-9-2015                                                               | Elbasan                                                                | Albania                                                                | 0 – 1                                                                  | Portogallo                                                             | Qual. Euro 2016                                                        | -                                                                      | 71’                                                                    |
| 11-10-2015                                                             | Erevan                                                                 | Armenia                                                                | 0 – 3                                                                  | Albania                                                                | Qual. Euro 2016                                                        | -                                                                      |                                                                        |
| 13-11-2015                                                             | Pristina                                                               | Kosovo                                                                 | 2 – 2                                                                  | Albania                                                                | Amichevole                                                             | -                                                                      | 81’                                                                    |
| 16-11-2015                                                             | Tirana                                                                 | Albania                                                                | 2 – 2                                                                  | Georgia                                                                | Amichevole                                                             | -                                                                      | 64’                                                                    |
| 26-3-2016                                                              | Vienna                                                                 | Austria                                                                | 2 – 1                                                                  | Albania                                                                | Amichevole                                                             | -                                                                      | 46’                                                                    |
| 29-3-2016                                                              | Lussemburgo                                                            | Lussemburgo                                                            | 0 – 2                                                                  | Albania                                                                | Amichevole                                                             | -                                                                      | 67’                                                                    |
| 29-5-2016                                                              | Hartberg                                                               | Albania                                                                | 3 – 1                                                                  | Qatar                                                                  | Amichevole                                                             | -                                                                      | 72’                                                                    |
| 3-6-2016                                                               | Bergamo                                                                | Albania                                                                | 1 – 3                                                                  | Ucraina                                                                | Amichevole                                                             | -                                                                      |                                                                        |
| 11-6-2016                                                              | Lens                                                                   | Albania                                                                | 0 – 1                                                                  | Svizzera                                                               | Euro 2016 - 1º turno                                                   | -                                                                      | 74’                                                                    |
| 15-6-2016                                                              | Marsiglia                                                              | Francia                                                                | 2 – 0                                                                  | Albania                                                                | Euro 2016 - 1º turno                                                   | -                                                                      | 71’                                                                    |
| 19-6-2016                                                              | Lione                                                                  | Romania                                                                | 0 – 1                                                                  | Albania                                                                | Euro 2016 - 1º turno                                                   | -                                                                      | 77’                                                                    |
| 5-9-2016                                                               | Scutari                                                                | Albania                                                                | 2 – 1                                                                  | Macedonia                                                              | Qual. Mondiali 2018                                                    | -                                                                      | 67’                                                                    |
| 6-10-2016                                                              | Vaduz                                                                  | Liechtenstein                                                          | 0 – 2                                                                  | Albania                                                                | Qual. Mondiali 2018                                                    | -                                                                      |                                                                        |
| 9-10-2016                                                              | Scutari                                                                | Albania                                                                | 0 – 2                                                                  | Spagna                                                                 | Qual. Mondiali 2018                                                    | -                                                                      |                                                                        |
| 12-11-2016                                                             | Elbasan                                                                | Albania                                                                | 0 – 3                                                                  | Israele                                                                | Qual. Mondiali 2018                                                    | -                                                                      |                                                                        |
| 24-3-2017                                                              | Palermo                                                                | Italia                                                                 | 2 – 0                                                                  | Albania                                                                | Qual. Mondiali 2018                                                    | -                                                                      | 87’                                                                    |
| 28-3-2017                                                              | Elbasan                                                                | Albania                                                                | 1 – 2                                                                  | Bosnia ed Erzegovina                                                   | Amichevole                                                             | -                                                                      | 59’                                                                    |
| 4-6-2017                                                               | Lussemburgo                                                            | Lussemburgo                                                            | 2 – 1                                                                  | Albania                                                                | Amichevole                                                             | 1                                                                      | 62’                                                                    |
| 11-6-2017                                                              | Haifa                                                                  | Israele                                                                | 0 – 3                                                                  | Albania                                                                | Qual. Mondiali 2018                                                    | -                                                                      | 53’                                                                    |
| 2-9-2017                                                               | Elbasan                                                                | Albania                                                                | 2 – 0                                                                  | Liechtenstein                                                          | Qual. Mondiali 2018                                                    | 1                                                                      |                                                                        |
| 5-9-2017                                                               | Strumica                                                               | Macedonia                                                              | 1 – 1                                                                  | Albania                                                                | Qual. Mondiali 2018                                                    | 1                                                                      | 67’                                                                    |
| 9-10-2017                                                              | Scutari                                                                | Albania                                                                | 0 – 1                                                                  | Italia                                                                 | Qual. Mondiali 2018                                                    | -                                                                      | 90+1’                                                                  |
| 13-11-2017                                                             | Adalia                                                                 | Turchia                                                                | 2 – 3                                                                  | Albania                                                                | Amichevole                                                             | -                                                                      | 67’                                                                    |
| 26-3-2018                                                              | Elbasan                                                                | Albania                                                                | 0 – 1                                                                  | Norvegia                                                               | Amichevole                                                             | -                                                                      | cap. 46’                                                               |
| 29-5-2018                                                              | Zurigo                                                                 | Albania                                                                | 0 – 3                                                                  | Kosovo                                                                 | Amichevole                                                             | -                                                                      | 32’ 44’                                                                |
| 3-6-2018                                                               | Évian-les-Bains                                                        | Albania                                                                | 1 – 4                                                                  | Ucraina                                                                | Amichevole                                                             | -                                                                      | 46’                                                                    |
| 11-6-2019                                                              | Elbasan                                                                | Albania                                                                | 2 – 0                                                                  | Moldavia                                                               | Qual. Euro 2020                                                        | -                                                                      | 57’                                                                    |
| 7-9-2019                                                               | Saint-Denis                                                            | Francia                                                                | 4 – 1                                                                  | Albania                                                                | Qual. Euro 2020                                                        | -                                                                      |                                                                        |
| 10-9-2019                                                              | Elbasan                                                                | Albania                                                                | 4 – 2                                                                  | Islanda                                                                | Qual. Euro 2020                                                        | 1                                                                      | 62’                                                                    |
| 11-10-2019                                                             | Istanbul                                                               | Turchia                                                                | 1 – 0                                                                  | Albania                                                                | Qual. Euro 2020                                                        | -                                                                      | 57’                                                                    |
| 14-10-2019                                                             | Chișinău                                                               | Moldavia                                                               | 0 – 4                                                                  | Albania                                                                | Qual. Euro 2020                                                        | -                                                                      | 76’                                                                    |
| 14-11-2019                                                             | Elbasan                                                                | Albania                                                                | 2 – 2                                                                  | Andorra                                                                | Qual. Euro 2020                                                        | -                                                                      |                                                                        |
| 17-11-2019                                                             | Tirana                                                                 | Albania                                                                | 0 – 2                                                                  | Francia                                                                | Qual. Euro 2020                                                        | -                                                                      | 46’                                                                    |
| 4-9-2020                                                               | Minsk                                                                  | Bielorussia                                                            | 0 – 2                                                                  | Albania                                                                | UEFA Nations League 2020-2021 - 1º turno                               | -                                                                      | 68’                                                                    |
| 7-9-2020                                                               | Tirana                                                                 | Albania                                                                | 0 – 1                                                                  | Lituania                                                               | UEFA Nations League 2020-2021 - 1º turno                               | -                                                                      | 68’ 75’                                                                |
| 25-3-2021                                                              | Andorra la Vella                                                       | Andorra                                                                | 0 – 1                                                                  | Albania                                                                | Qual. Mondiali 2022                                                    | -                                                                      | 81’                                                                    |
| 31-3-2021                                                              | Serravalle                                                             | San Marino                                                             | 0 – 2                                                                  | Albania                                                                | Qual. Mondiali 2022                                                    | -                                                                      | 46’                                                                    |
| 2-9-2021                                                               | Varsavia                                                               | Polonia                                                                | 4 – 1                                                                  | Albania                                                                | Qual. Mondiali 2022                                                    | -                                                                      | 67’                                                                    |
| 5-9-2021                                                               | Elbasan                                                                | Albania                                                                | 1 – 0                                                                  | Ungheria                                                               | Qual. Mondiali 2022                                                    | -                                                                      | 46’                                                                    |
| 8-9-2021                                                               | Elbasan                                                                | Albania                                                                | 5 – 0                                                                  | San Marino                                                             | Qual. Mondiali 2022                                                    | -                                                                      | 46’ 77’                                                                |
| 12-10-2021                                                             | Tirana                                                                 | Albania                                                                | 0 – 1                                                                  | Polonia                                                                | Qual. Mondiali 2022                                                    | -                                                                      | 77’                                                                    |
| 12-11-2021                                                             | Londra                                                                 | Inghilterra                                                            | 5 – 0                                                                  | Albania                                                                | Qual. Mondiali 2022                                                    | -                                                                      | 86’                                                                    |
| 15-11-2021                                                             | Tirana                                                                 | Albania                                                                | 1 – 0                                                                  | Andorra                                                                | Qual. Mondiali 2022                                                    | -                                                                      | 90+1’                                                                  |
| 26-3-2022                                                              | Cornellà de Llobregat                                                  | Spagna                                                                 | 2 – 1                                                                  | Albania                                                                | Amichevole                                                             | -                                                                      | 84’                                                                    |
| 29-3-2022                                                              | Tirana                                                                 | Albania                                                                | 0 – 0                                                                  | Georgia                                                                | Amichevole                                                             | -                                                                      | 77’                                                                    |
| 26-10-2022                                                             | Abu Dhabi                                                              | Arabia Saudita                                                         | 1 – 1                                                                  | Albania                                                                | Amichevole                                                             | -                                                                      | 46’                                                                    |
| 16-11-2022                                                             | Tirana                                                                 | Albania                                                                | 1 – 3                                                                  | Italia                                                                 | Amichevole                                                             | -                                                                      | 51’ 65’                                                                |
| Totale                                                                 |                                                                        | Presenze (10º posto)                                                   | 71                                                                     |                                                                        | Reti (17º posto)                                                       | 5                                                                      |                                                                        |

| Cronologia completa delle presenze e delle reti in nazionale ― Albania under 21 | Cronologia completa delle presenze e delle reti in nazionale ― Albania under 21 | Cronologia completa delle presenze e delle reti in nazionale ― Albania under 21 | Cronologia completa delle presenze e delle reti in nazionale ― Albania under 21 | Cronologia completa delle presenze e delle reti in nazionale ― Albania under 21 | Cronologia completa delle presenze e delle reti in nazionale ― Albania under 21 | Cronologia completa delle presenze e delle reti in nazionale ― Albania under 21 | Cronologia completa delle presenze e delle reti in nazionale ― Albania under 21 |
| Data                                                                            | Città                                                                           | In casa                                                                         | Risultato                                                                       | Ospiti                                                                          | Competizione                                                                    | Reti                                                                            | Note                                                                            |
| ------------------------------------------------------------------------------- | ------------------------------------------------------------------------------- | ------------------------------------------------------------------------------- | ------------------------------------------------------------------------------- | ------------------------------------------------------------------------------- | ------------------------------------------------------------------------------- | ------------------------------------------------------------------------------- | ------------------------------------------------------------------------------- |
| 28-3-2009                                                                       | Tirana                                                                          | Albania under 21                                                                | 1 – 2                                                                           | Bielorussia under 21                                                            | Qual. Europeo Under-21 2011                                                     | 1                                                                               |                                                                                 |
| 5-9-2009                                                                        | Tirana                                                                          | Albania under 21                                                                | 1 – 0                                                                           | Azerbaigian under 21                                                            | Qual. Europeo Under-21 2011                                                     | -                                                                               | 46’                                                                             |
| 9-9-2009                                                                        | Vienna                                                                          | Austria under 21                                                                | 3 – 1                                                                           | Albania under 21                                                                | Qual. Europeo Under-21 2011                                                     | 1                                                                               |                                                                                 |
| 14-9-2009                                                                       | Adalia                                                                          | Bielorussia under 21                                                            | 4 – 2                                                                           | Albania under 21                                                                | Qual. Europeo Under-21 2011                                                     | -                                                                               |                                                                                 |
| 13-11-2009                                                                      | Tirana                                                                          | Albania under 21                                                                | 2 – 2                                                                           | Austria under 21                                                                | Qual. Europeo Under-21 2011                                                     | 1                                                                               | 72’                                                                             |
| 26-5-2010                                                                       | Tirana                                                                          | Albania under 21                                                                | 2 – 2                                                                           | Polonia under 21                                                                | Amichevole                                                                      | 1                                                                               | 90’, 91’                                                                        |
| 4-9-2010                                                                        | Azerbaigian                                                                     | Azerbaigian under 21                                                            | 3 – 2                                                                           | Albania under 21                                                                | Qual. Europeo Under-21 2011                                                     | -                                                                               |                                                                                 |
| 26-3-2011                                                                       | Tirana                                                                          | Albania under 21                                                                | 3 – 1                                                                           | Georgia under 21                                                                | Amichevole                                                                      | 2                                                                               |                                                                                 |
| 29-3-2011                                                                       | Israele                                                                         | Israele under 21                                                                | 1 – 1                                                                           | Albania under 21                                                                | Amichevole                                                                      | 1                                                                               |                                                                                 |
| 2-9-2011                                                                        | Tirana                                                                          | Albania under 21                                                                | 0 – 3                                                                           | Polonia under 21                                                                | Qual. Europeo Under-21 2011                                                     | -                                                                               |                                                                                 |
| 6-9-2011                                                                        | Tirana                                                                          | Albania under 21                                                                | 4 – 3                                                                           | Moldavia under 21                                                               | Qual. Europeo Under-21 2011                                                     | -                                                                               | 81’                                                                             |
| Totale                                                                          |                                                                                 | Presenze                                                                        | 11                                                                              |                                                                                 | Reti                                                                            | 7                                                                               |                                                                                 |